# Hermann Allmers
Hermann Allmers (Rechtenfleth, 11 febbraio 1821 – Rechtenfleth, 9 marzo 1902) è stato uno scrittore tedesco.

## Biografia
Fu attento osservatore del folklore nordoccidentale della Germania, ma fu anche ispirato dalle impressioni romane.
Durante i suoi viaggi fece la conoscenza di numerose personalità, come  Friedrich Ludwig Jahn a Friburgo in Brisgovia nel 1845. Durante un lungo soggiorno a Berlino nel 1856 fece amicizia col geografo Carl Ritter e lo storico Franz Theodor Kugler. Ritter lo incoraggio a continuare i suoi studi sulla vegetazione del nord della Germania. Durante un secondo viaggio nelle Alpi nel 1856 incontrò a Zurigo gli scrittori  Adolf Stahr et Fanny Lewald. Fu iniziato in Massoneria in una Loggia di Brema. 

## Opere
- Marschenbuch. Land- und Volksbilder aus den Marschen der Weser und Elbe. Schulze, Oldenburg 1858.
- Römische Schlendertage. Schulze, Oldenburg 1868.
- Hermann Allmers  (Hrsg.): Römischer Wandkalender deutscher Nation. 1884–1895.
- Fromm und Frei. 1889.